# Gestigon
Gestigon  (stilisiert gestigon) ist ein Softwareunternehmen, gegründet im September 2011 von Sascha Klement, Erhardt Barth und Thomas Martinetz. Gestigon entwickelt Software basierend auf 3D-Sensoren zur Erkennung von Gesten, Posen und biometrischen Merkmalen in Echtzeit. Dabei werden 3D-Daten verwendet, welche eine wesentlich robustere und genauere Erkennung von Körpergliedmaßen ermöglichen. Die Software von gestigon ist unabhängig vom Sensortyp und arbeitet mit TOF-Kameras, Stereokameras oder strukturiertem Licht. Die patentierte Ausgangstechnologie basiert auf den sogenannten Selbstorganisierenden Karten.
Seit 2016 entwickelt Gestigon Lösungen für Audi, Renault und Volkswagen sowie AR/VR Brillen für die Unterhaltungsindustrie und das intelligente Haus.
Im März 2017 wurde gestigon von dem französischen Automobilzulieferer Valeo übernommen.

## Geschichte
Sascha Klement arbeitete an der Universität zu Lübeck als Student und Doktorand für die Professoren Thomas Martinetz und Erhardt Barth, die bereits seit 2002 mit sogenannten TOF-Kameras arbeiteten, um 3D-Tiefenkarten in der Bildverarbeitung zu nutzen. Zusammen gründeten sie 2011 die gestigon GmbH mit Gründungsfinanzierungen vom High-Tech Gründerfonds, der Mittelständischen Beteiligungsgesellschaft Schleswig-Holstein sowie Lübecker Business Angels.
Im März 2012 kam Moritz von Grotthuss als „late founder“ dazu, zunächst als Berater und dann als CEO. Im selben Monat erhielt Gestigon auf der CeBIT den Innovationspreis IKT Innovativ, als eines von 15 Startups bei 276 Bewerbern.
2013 nahm gestigon das erste Mal an der CES in Las Vegas sowie der TechCrunch Disrupt in New York City teil. Im Jahr darauf verwendeten Visteon und Volkswagen bereits gestigons Gestenerkennungssoftware in ihren Produkten auf der CES und der CeBIT, wo gestigon dann mit dem „CeBIT Innovation Award“ ausgezeichnet wurde. Des Weiteren war gestigons Technologie mit Audi, Volkswagen und Infineon auf der CES 2015 und CES 2016 vertreten.
Auf der TechCrunch Disrupt in San Francisco im September 2015 stellte gestigon seine Virtual Reality Software Carnival vor, basierend auf Oculus Rift und verschiedenen Tiefensensoren. Die erste Demo von Carnival fand auf der CES 2015 statt. Gestigon pflegt enge Partnerschaften mit verschiedenen Unternehmen, die Hardware und Sensoren für 3D-Bildgebung herstellen. 2015 vereinbarte gestigon eine enge Kooperation mit Inuitive, einem US-Hersteller von 3D-Bildsensoren, um ein eigenes VR-Gerät zu entwickeln. Dieses wurde auf der CES 2016 vorgestellt.
Im Juli 2015 stieg die nbr technology ventures GmbH von Fabian von Kuenheim bei gestigon als Hauptinvestor ein. Zusätzlich investierten noch der High-Tech Gründerfonds und Vorwerk Direct Selling Ventures.
Februar 2017 übernahm der französische Automobil-Zulieferer Valeo alle Anteile der gestigon GmbH im Rahmen eines Share Deals (Exit). Seitdem wird gestigon GmbH als Standort Valeo/Lübeck weiter geführt. Die beiden Gründer von gestigon, Sascha Klement und Moritz v. Grotthuss, haben Valeo 2019 verlassen.

## Produkte
Gecko ist eine Software zur Unterscheidung von einzelnen Individuen basierend auf biometrischen Merkmalen.
Flamenco ist eine Software zur Finger- und Handgestensteuerung.
Carnival ist ein Software Development Kit für AR und VR, welches ermöglicht, in virtuellen Räumen seine Hände zu nutzen, zum Beispiel zur Gestensteuerung.